# Muriel Spark
Muriel Spark (Edinburgh, 1918. február 1. – Firenze, 2006. április 13.) skót írónő.

## Művei, magyarul
- The Prime of Miss Jean Brodie (1961) – Jean Brodie kisasszony fénykora; fordította: Váradi Péter, utószó Kiss Judit Ágnes; L'Harmattan, Budapest, 2015 (Valahol Európában)
- Loitering with Intent (1981) – Célszerű lődörgés; fordította: Borbás Mária, idézetfordítás: Füsi József, Endreffy Zoltán; Magvető, Budapest, 1985 (Rakéta Regénytár)
- The Public Image (1968) – A közönség bálványa. Regény; fordította: Bart István; Európa, Budapest, 1971 (Modern Könyvtár)
- Memento Mori (1959) – Memento mori. Regény; fordította: Róna Ilona; Európa, Budapest, 1963 (Modern Könyvtár)
- Mr. Robinson (1958) – Mr. Robinson. Regény; fordította: Borbás Mária; Móra Ferenc Könyvkiadó, Budapest, 1972 (Kozmosz Könyvek)